# Respire
Respire is een nummer van de Franse rockband Mickey 3D uit 2003. Het is de eerste single van hun derde studioalbum Tu vas pas mourir de rire.
Zoals meerdere Franse rocknummers gaat ook "Respire" over een controversieel en gevoelig onderwerp, namelijk het milieu. De tekst van het nummer spreekt een kind aan om hem te waarschuwen voor de toestand van de wereld die volwassenen aan hem zullen overlaten. Het eerste couplet van het nummer gaat over de komst van de mens op aarde en zijn verstoring van het hele evenwicht van de natuur. Het tweede couplet verbeeldt wat er in de toekomst gebeurt als mensen dat blijven doen, en hoe het kind later aan zijn kleinkinderen zal proberen uit te leggen waarom hij niets deed om het te voorkomen.
"Respire" werd een hit in Franstalig Europa. Het bereikte de 12e positie in Frankrijk. Ook in Wallonië en Zwitserland werd het een top 10-hit.